# Hilara quadripilosa
Hilara quadripilosa är en tvåvingeart som beskrevs av Becker 1900. Hilara quadripilosa ingår i släktet Hilara och familjen dansflugor. Inga underarter finns listade i Catalogue of Life.